# كأس شرق آسيا للسيدات 2013
كأس شرق آسيا للسيدات 2013 كانت النسخة الرابعة من كأس شرق آسيا للسيدات. كان هناك ثلاث جولات من المنافسة. تم الفوز بالجولة النهائية من قبل كوريا الشمالية. في أغسطس 2012، قبلت أستراليا دعوة للمشاركة.

## الجولات
| الجولة                   | المشاركون                                      | الدولة المضيفة | التاريخ           |
| ------------------------ | ---------------------------------------------- | -------------- | ----------------- |
| الجولة التمهيدية الأولى  | غوام، هونغ كونغ، جزر ماريانا الشمالية          | غوام           | 17–21 يوليو 2012  |
| الجولة التمهيدية الثانية | الصين، تايوان، هونغ كونغ, أستراليا             | الصين          | 20–24 نوفمبر 2012 |
| الجولة النهائية          | كوريا الجنوبية، اليابان، كوريا الشمالية، الصين | كوريا الجنوبية | 20-27 يوليو 2013  |

## الجولة التمهيدية الأولى
تم إقامة جميع المباريات في غوام (التوقيت العالمي الموحد+10).
| الفريق               | لعب | ف | ت | خ | أ.له | أ.ع | أ.ف | نقاط |
| -------------------- | --- | - | - | - | ---- | --- | --- | ---- |
| هونغ كونغ            | 2   | 2 | 0 | 0 | 15   | 3   | +12 | 6    |
| غوام (H)             | 2   | 1 | 0 | 1 | 9    | 4   | +5  | 3    |
| جزر ماريانا الشمالية | 2   | 0 | 0 | 2 | 0    | 17  | −17 | 0    |

### المباريات
| جزر ماريانا الشمالية | 0–6   | غوام                                                    |
| -------------------- | ----- | ------------------------------------------------------- |
|                      | تقرير | ريسيلا 5' · سوربر 24'، 36'، 40' · أوديل 44' · ويلتر 51' |

| جزر ماريانا الشمالية | 0–11  | هونغ كونغ |
| -------------------- | ----- | --- |
|                      | تقرير | نغ وينغ كوم 3'، 31'، 55'، 63' (ركلة.) · فنج كام موي 21'، 38' · تشان وينغ زي 33'، 40' (ركلة.)، 90+2' · بو تشينغ ينغ 54' · كاستيلو 72' (ه.ذ.) |

| غوام                       | 3–4   | هونغ كونغ                                                                 |
| -------------------------- | ----- | ------------------------------------------------------------------------- |
| سوربر 48' · بيريز 70'، 72' | تقرير | تشيونغ واي كي 6' · تشان وينغ زي 24' · لاو مانغ كينغ 30' · وانغ كا مان 76' |

### الجوائز
| هداف البطولة                        | أفضل لاعب قيمة |
| ----------------------------------- | -------------- |
| بايج سوربر تشان وينغ سي نغ وينغ كوم | تشيونغ واي كي  |

### الأهداف
4 أهداف
- بايج سوربر
- تشان وينغ سي
- نغ وينغ كوم

2 أهداف
- أنجيليكا بيريز
- فونغ كام موي

1 هدف
- أندريا أوديل
- أريسا ريسيلا
- سيمون ويلتر
- تشيونغ واي كي
- لاو مونغ كينغ
- بو تشينغ ينغ
- وونغ كا مان

1 هدف عكسي
- جيرالين كاستيلو

## الجولة التمهيدية 2
جميع المباريات أقيمت في شنتشن، الصين (UTC+8).
| الفريق         | لعب | ف | ت | خ | أ.له | أ.ع | أ.ف | نقاط |
| -------------- | --- | - | - | - | ---- | --- | --- | ---- |
| الصين (H)      | 3   | 3 | 0 | 0 | 10   | 1   | +9  | 9    |
| أستراليا       | 3   | 2 | 0 | 1 | 12   | 2   | +10 | 6    |
| تايبيه الصينية | 3   | 1 | 0 | 2 | 2    | 10  | −8  | 3    |
| هونغ كونغ      | 3   | 0 | 0 | 3 | 1    | 12  | −11 | 0    |

### المباريات
| أستراليا                                                           | 7–0   | تايبيه الصينية |
| ------------------------------------------------------------------ | ----- | -------------- |
| غيل 5'، 90+3' · دي فانا 22'، 51' · سيمون 45+1'، 83' · أوزونلار 77' | تقرير |                |

| الصين                                                                            | 6–0   | هونغ كونغ |
| -------------------------------------------------------------------------------- | ----- | --------- |
| ما شياوكسو 36' (ركلة.)، 64' · بو وي 77' · وانغ تشين 81'، 90+1' · وانغ شانشان 84' | تقرير |           |

| أستراليا                                    | 4–0   | هونغ كونغ |
| ------------------------------------------- | ----- | --------- |
| بوت 33' · سيمون 64' · غيل 79' · كاتلي 90+2' | تقرير |           |

| تايبيه الصينية | 0–2   | الصين                           |
| -------------- | ----- | ------------------------------- |
|                | تقرير | تشانغ روي 53' · وانغ شانشان 66' |

| الصين                         | 2–1   | أستراليا |
| ----------------------------- | ----- | -------- |
| وانغ لي سي 9' · تشانغ روي 50' | تقرير | غيل 12'  |

| تايبيه الصينية       | 2–1   | هونغ كونغ       |
| -------------------- | ----- | --------------- |
| لاي لي-تشين 63'، 77' | تقرير | تشان وينغ سي 3' |

### الأهداف
4 أهداف
- كاتي غيل

3 أهداف
- كياه سيمون

2 أهداف
- ليزا دي فانا
- ما شياوكسو
- وانغ تشين
- وانغ شانشان
- تشانغ روي
- لاي لي-تشين

1 هدف
- تامكا بوت
- ستيفاني كاتلي
- سيرفيت أوزونلار
- بو وي
- وانغ لي سي
- تشان وينغ سي

### الجوائز
| هداف البطولة | أفضل لاعب قيمة |
| ------------ | -------------- |
| كاتي غيل     | بو وي          |

## الجولة النهائية

### حكام المباريات
الحكام الرئيسيون
- لي جوان
- ياماغيشي ساشيكو
- جونغ جي-يونغ
- باننيبار كامنوينغ
- ماي هوانغ ترانغ

الحكام المساعدون
- كوي يونغ مي
- تيشيروغين ناومي
- كيم كيونغ-مين
- باريتشارت بونانان
- ترونغ ثي ليه ترينه

جميع الأوقات المدرجة بالتوقيت المحلي (UTC+9).
| الفريق             | لعب | ف | ت | خ | أ.له | أ.ع | أ.ف | نقاط |
| ------------------ | --- | - | - | - | ---- | --- | --- | ---- |
| كوريا الشمالية     | 3   | 2 | 1 | 0 | 3    | 1   | +2  | 7    |
| اليابان            | 3   | 1 | 1 | 1 | 3    | 2   | +1  | 4    |
| كوريا الجنوبية (H) | 3   | 1 | 0 | 2 | 4    | 5   | −1  | 3    |
| الصين              | 3   | 1 | 0 | 2 | 2    | 4   | −2  | 3    |

### المباريات
| اليابان                 | 2–0   | الصين |
| ----------------------- | ----- | ----- |
| أندو 35' · ناكاجيما 57' | تقرير |       |

| كوريا الجنوبية | 1–2   | كوريا الشمالية       |
| -------------- | ----- | -------------------- |
| كيم سو-يون 26' | تقرير | هو أون-بيول 36'، 38' |

| كوريا الجنوبية | 1–2   | الصين                      |
| -------------- | ----- | -------------------------- |
| كيم نا-ري 8'   | تقرير | وانغ ليزي 1' · لي يينغ 66' |

| اليابان | 0–0   | كوريا الشمالية |
| ------- | ----- | -------------- |
|         | تقرير |                |

| كوريا الشمالية  | 1–0   | الصين |
| --------------- | ----- | ----- |
| ري أون-هيانغ 2' | تقرير |       |

| كوريا الجنوبية     | 2–1   | اليابان    |
| ------------------ | ----- | ---------- |
| جي سو-يون 13'، 66' | تقرير | أوجيمي 72' |

### الأهداف
هدفان
- هو أون-بيول
- جي سو-يون

هدف واحد
- وانغ ليزي
- لي يينغ
- كوزو أندو
- إيمي ناكاجيما
- يوكي أوجيمي
- ري أون-هيانغ
- كيم نا-ري
- كيم سو-يون

### الجوائز
| الهدافة               | أفضل لاعبة |
| --------------------- | ---------- |
| هو أون-بيول جي سو-يون | كيم أون-جو |

## الترتيب النهائي
| المركز | الفريق               |
| ------ | -------------------- |
| 1      | كوريا الشمالية       |
| 2      | اليابان              |
| 3      | كوريا الجنوبية       |
| 4      | الصين                |
| 5      | أستراليا             |
| 6      | تايوان               |
| 7      | هونغ كونغ            |
| 8      | غوام                 |
| 9      | جزر ماريانا الشمالية |

## وصلات خارجية
- اتحاد شرق آسيا لكرة القدم
- نهائيات كأس شرق آسيا للسيدات 2013
- كأس شرق آسيا للسيدات 2013 - الدور التمهيدي الثاني
- كأس شرق آسيا للسيدات 2013 - الدور التمهيدي الأول